# Ed Porter
Pour les articles homonymes, voir Porter.
Ed Porter est un acteur américain, né le 26 mai 1881 dans le Tennessee, et mort le 29 juillet 1939 à Hollywood, en Californie.

## Filmographie partielle
- 1925 : Le Piège à rats (The Rat's Knuckles) de Leo McCarey
- 1934 : The Brand of Hate (en) de Lewis D. Collins
- 1934 : Range Warfare (en) de S. Roy Luby (en)